# 간노촌 (가가와현)
간노촌(일본어: 神野村)은 일본 가가와현 나카타도군에 있던 촌이다.

## 역사
- 1890년 2월 15일 - 정촌제 시행에 수반해 나카군 간노촌이 성립하였다.
- 1899년 4월 1일 - 다도군 나카군과 합병해 나카타도군이 되었다.
- 1955년 4월 1일 - 시조촌, 요시노촌과 합병해, 만노정(満濃町)이 성립, 동일 간노촌은 폐지되었다.

## 참고 문헌
- 角川日本地名大辞典編纂委員会, 『角川日本地名大辞典 43 香川県』, 1985, 角川書店
- 四国新聞社 編『香川年鑑』 昭和29年、四国新聞社、高松市、1953年10月20日。doi:10.11501/2940066。 NCID BB10788678。OCLC 673819408。